# Aero Boero AB-210
O Aero Boero AB-210 é uma aeronave utilitária, monomotor, asa alta, produzido pela argentina Aero Boero. O AB-210 foi um desenvolvimento do AB-180 com melhor desempenho provido por um motor a pistão com injeção de combustível. Diferente dos outros modelos deste fabricante, possuía um trem de pouso triciclo, mas mantendo a mesma configuração de asa alta. Apenas um protótipo foi construído, voando pela primeira vez em 22 de Abril de 1971.
A aeronave foi mais tarde remotorizada com um motor mais forte, o Lycoming O-540, tendo seu nome alterado para AB-260 (não deve ser confundido com o Aero Boero 260AG). Um outro protótipo foi construído neste padrão, mas não houve produção em série.

## Variantes
- AB-210: Variante básica desenvolvida a partir do AB-180, motorizado com o Continental IO-360. Uma aeronave construída.[2]
- AB-260: Variante proposta motorizada com um motor Lycoming O-540, de 260hp (194kW). Uma aeronave construída.[2]

## Especificações (AB-210)
Dados de Jane's All The World's Aircraft 1971-1972 
Características Gerais
- Tripulantes: 1 (piloto)
- Capacidade: 3 (passageiros)
- Comprimento: 7.40 m (24 ft 3 in)
- Envergadura: 10.42 m (34 ft 2 in)
- Altura: 2.70 m (8 ft 10 in)
- Área Alar: 16.40 m² (176.5 sq ft)
- Alongamento: 6.7:1
- Aerofólio: NACA 23012
- Peso Vazio: 670 kg (1.327 lb)
- Peso Máximo de Decolagem (MTOW): 1.100 kg (2.425 lb)
- Capacidade de Combustível: 160 L
- Motor: 1x Continental IO-360, seis cilindros opostos, refrigerado a ar, 210 hp (160 kW);

Desempenho
- Velocidade de Cruzeiro: 225 km/h (140 mph; 121 kn) a 1.800 m (5,900ft);
- Velocidade de Estol: 64.5 km/h (40.1 mph; 34.8 kn) com flapes baixos;
- Alcance: 800 km (430 nmi) com toda capacidade de combustível;
- Teto de Serviço: 6,000 m (20,000 ft)
- Razão de Subida: 6 m/s (1,180 ft/min);